# Opłatomat
Opłatomat – samoobsługowe urządzenie, dzięki któremu można zapłacić podatek czy wnieść opłatę (np. za wydanie prawa jazdy lub dowodu osobistego). Wszystkie płatności są możliwe w formie gotówkowej lub za pomocą kart płatniczych. Korzystanie z opłatomatu odbywa się bez prowizji czy dodatkowych opłat. Po zakończeniu transakcji klient otrzymuje potwierdzenie. Zastosowanie opłatomatów pozwala na zaoszczędzenie czasu – zarówno urzędu, jak i użytkowników. Opłatomaty pojawiły się również w salonach operatorów komórkowych takich jak Orange polska.